# Sechele
Sechele é uma vila localizada no distrito Nordeste em Botswana. Possuía, em 2011, uma população estimada de 530 habitantes.